# Poritia palilia
Poritia palilia är en fjärilsart som beskrevs av Hans Fruhstorfer 1912. Poritia palilia ingår i släktet Poritia och familjen juvelvingar. Inga underarter finns listade i Catalogue of Life.